# Lanzada
Lanzada (San Giuánn in dialetto valtellinese) è un comune italiano di 1 233 abitanti della provincia di Sondrio in Lombardia. È situato in Valmalenco ed è attraversato dal torrente Lanterna.

## Geografia fisica

### Territorio
È l'unico comune della Regione Lombardia la cui altitudine massima supera i 4.000 metri sul livello del mare, toccando quota 4.020 metri con la Punta Perrucchetti, la cima più alta della Lombardia. Quest'ultima anche nota come 'cima italiana del Bernina' è posta a poche centinaia di metri dal Pizzo Bernina, punto culminante dell'omonimo Gruppo, la cui vetta (4.049 m s.l.m.) è situata in territorio svizzero.

### Clima
La stazione meteorologica è situata a 983 metri s.l.m. e alle coordinate geografiche 46°18′N 9°51′E.
Secondo i dati medi del trentennio 1961-1990, la temperatura media del mese più freddo, gennaio, si attesta ai -3,7 °C, mentre quella del mese più caldo, luglio, è di +16,0 °C.
| Lanzada            | Mesi | Mesi | Mesi | Mesi | Mesi | Mesi | Mesi | Mesi | Mesi | Mesi | Mesi | Mesi | Stagioni | Stagioni | Stagioni | Stagioni | Anno |
| Lanzada            | Gen  | Feb  | Mar  | Apr  | Mag  | Giu  | Lug  | Ago  | Set  | Ott  | Nov  | Dic  | Inv      | Pri      | Est      | Aut      | Anno |
| ------------------ | ---- | ---- | ---- | ---- | ---- | ---- | ---- | ---- | ---- | ---- | ---- | ---- | -------- | -------- | -------- | -------- | ---- |
| T. max. media (°C) | −1,3 | 2,6  | 5,8  | 9,1  | 13,1 | 18,7 | 21,9 | 20,7 | 16,9 | 11,5 | 4,8  | −0,8 | 0,2      | 9,3      | 20,4     | 11,1     | 10,3 |
| T. min. media (°C) | −6,0 | −4,7 | −1,4 | 2,4  | 5,6  | 8,7  | 10,2 | 9,9  | 8,1  | 3,9  | −0,5 | −4,8 | −5,2     | 2,2      | 9,6      | 3,8      | 2,6  |

## Storia

### Simboli
Il gonfalone è un drappo di bianco, decorato con ricami d'argento, terminante al ventame con tre bandoni.

## Società

### Evoluzione demografica
Residenti al 30/04/2010: 1.398
maschi 704 - femmine 694 - famiglie 590
Abitanti censiti